# Михайловск (городское поселение)
Город Михайловск — упразднённое городское поселение в Шпаковском районе Ставропольского края Российской Федерации.
Административный центр — город Михайловск.

## История
В 1998 году Шпаковский сельсовет был преобразован в городское поселение город Михайловск.
Статус и границы городского поселения установлены Законом Ставропольского края от 4 октября 2004 год № 88-КЗ «О наделении муниципальных образований Ставропольского края статусом городского, сельского поселения, городского округа, муниципального района».
16 марта 2020 года городское поселение упразднено.

## Население
| 1989    | 2002    | 2010    | 2011    | 2012    | 2013    | 2014    | 2015    | 2016    |
| ------- | ------- | ------- | ------- | ------- | ------- | ------- | ------- | ------- |
| 43 339  | ↗58 842 | ↗71 562 | ↗71 706 | ↗73 409 | ↗76 261 | ↗80 192 | ↗83 321 | ↗85 956 |
| 2017    | 2018    | 2019    | 2020    | 2020    |         |         |         |         |
| ↗88 477 | ↗91 254 | ↗94 211 | ↗96 264 | →96 264 |         |         |         |         |

### Национальный состав
По итогам переписи населения 2010 года проживали следующие национальности (национальности менее 1 %, см. в сноске к строке "Другие"):
| Национальность | Численность | Процент |
| -------------- | ----------- | ------- |
| Русские        | 63 287      | 88,44   |
| Армяне         | 4785        | 6,69    |
| Другие         | 3490        | 4,88    |
| Итого          | 71 562      | 100,00  |

## Состав городского поселения
| № | Населённый пункт | Тип населённого пункта        | Население |
| - | ---------------- | ----------------------------- | --------- |
| 1 | Балки            | хутор                         | ↘20       |
| 2 | Кожевников       | хутор                         | ↘300      |
| 3 | Михайловск       | город, административный центр | ↗113 701  |
| 4 | Подгорный        | хутор                         | ↗200      |